# Alexanum
Alexanum (łac. Diocesis Alexanensis) – stolica historycznej diecezji w Państwie Kościelnym w prowincji Lecce,  współcześnie w południowych Włoszech. Pierwsze wzmianki o niej pochodzą z VII wieku. Przestała istnieć w 1518, jednakże już trzy lata później wznowiono jej działalność. Ostatecznie zlikwidował ją papież Pius VII w 1818.
Od 1968 katolickie biskupstwo tytularne.

## Biskupi tytularni
| Lp. | Biskup                      | Funkcja                              | Od               | Do               |
| --- | --------------------------- | ------------------------------------ | ---------------- | ---------------- |
| 1   | Tomas Alberto Clavel Méndez | emerytowany arcybiskup Panamy        | 18 grudnia 1968  | 21 lutego 1978   |
| 2   | William Houck               | biskup pomocniczy Jackson (USA)      | 28 marca 1979    | 11 kwietnia 1984 |
| 3   | Hernán Giraldo Jaramillo    | biskup pomocniczy Pereira (Kolumbia) | 27 czerwca 1984  | 7 lipca 1987     |
| 4   | Natalino Pescarolo          | biskup pomocniczy Cuneo (Włochy)     | 7 kwietnia 1990  | 4 maja 1992      |
| 5   | Bosco Lin Chi-nan           | biskup pomocniczy Kaohsiung (Tajwan) | 28 września 1992 | 24 stycznia 2004 |
| 6   | Michael Blume               | nuncjusz apostolski                  | 24 sierpnia 2005 |                  |